# Głuszynka (rzeka)
Głuszynka (pot. Kamionka lub niewłaściwie Kopla, Kropla) – rzeka, lewy dopływ Kopli, o długości 34 km. Powierzchnia dorzecza 400 km². Średni przepływ 1,0 m/s

## Przebieg
Głuszynka wypływa z Jeziora Raczyńskiego dalej przepływa przez ciąg jezior rynnowych (Jezioro Bnińskie, Jezioro Kórnickie, Jezioro Skrzynieckie Duże i Jezioro Skrzynieckie Małe).

### Odcinek za Kamionkami
Przy północnej części wsi Kamionki łączą się Głuszynka i Kopel. Komisja Nazw Miejscowości i Obiektów Fizjograficznych oraz Zakład Hydrografii i Morfologii Koryt Rzecznych IMGW ustaliły, że odcinek ujściowy do Warty nazywany będzie Kopel, a nie Głuszynka – tj. Kopel uchodzi do Warty, a Głuszynka do Kopli. Na decyzję tę ma wpływ powierzchnia podzlewni Kopla względem podzlewni Głuszynki. Dla przykładu dawniej uznawało się, że Noteć uchodziła do Odry, a Warta do Noteci. Należy także zwrócić uwagę, że nazwa Głuszynka pochodzi od części Poznania – Głuszyny, przez którą przepływa odcinek ujściowy.
Wcześniej uznawało się, że Głuszynka powstaje poprzez połączenie Kopla i Kamionki koło wsi Kamionki. na wysokości 24 km w Poznaniu do Głuszynki uchodzi Kopel wpływa do Warty w okolicy miejscowości Czapury koło Poznania.

## Zagospodarowanie
Po rzece, począwszy od Zaniemyśla przy wysokim stanie wody oraz Bnina lub Kórnika przy średnim, odbywają się spływy kajakowe (jest to rzeka zwałkowa).
Rzeka należy do okręgu PZW Poznań.